# 上迈瑟尔施泰因
上迈瑟尔施泰因是德国巴伐利亚州的一个市镇。总面积25.02平方公里，总人口970人，其中男性519人，女性451人（2011年12月31日），人口密度39人/平方公里。